# Odczynnik Marquisa
Odczynnik Marquisa – odczynnik chemiczny stosowany do wykrywania alkaloidów zawierających azot (aminy drugorzędowe) i mających odczyn alkaliczny. Przy pozytywnym wyniku próby następuje pojawienie się zabarwienia, od pomarańczowego do czarnego. 
Występuje w 2 wersjach:
- 9 cz. stężonego kwasu siarkowego (H2SO4, 96%) + 1 cz. formaliny (roztwór wodny aldehydu mrówkowego)
- 8 cz. stężonego kwasu siarkowego + 1 cz. formaliny + 1 cz. alkoholu metylowego

W drugiej wersji (z metanolem) przebieg reakcji jest wolniejszy.
Niektóre substancje dają reakcje barwne, nie będąc alkaloidami, a nawet nie zawierając azotu (np. cukier ulega zwęgleniu wobec stężonego kwasu siarkowego, dając barwę czarną).